# Skándalo
Skándalo fue una boy band peruana, fundada por Roly Ortiz en 1984. Ganó reconocimiento en el año 1999 y a inicios de los 2000 como agrupación musical de tecnocumbia, que triunfó junto a otras agrupaciones de chicos como Joven Sensación, Tornado, Zona Franca, entre otros. Además de Perú, gozaron de popularidad en otros países latinoamericanos como Argentina, Bolivia y Ecuador.

## Historia

### Inicios
Fundada en el año 1984, la agrupación tomó el nombre de Escorpión, con la producción musical de Roly Ortiz. Ya como Skándalo estuvo integrado por cuatro cantantes a partir de 1999: los hermanos Ronald y Ricky Trevitazzo, junto a Luigui Carbajal y Luis Sánchez.
Tuvieron éxitos musicales como «Colegiala» (grabado en género rock cuando eran Escorpión y sample de la canción «Major Tom», interpretada por Peter Schilling), «Mi niña mujer», «Mi gran amor» y «El baile de la culebra», llegando a lograr 5 discos de oro y 3 de platino por su más de cien mil copias vendidas. Entraron por cinco semanas consecutivas en el primer lugar de lista Sport Lift.

### Final de la primera etapa
El último tema exitoso qué lanzaron fue «La culebra» qué fue todo un hit en el 2001 fue un tema que utilizaba un sample de «La rebelión», canción original de Joe Arroyo. Después de la salida de Ricky Trevitazzo, ingresó Giovanni Kral.
A los meses regresó por un tiempo Ricky, siendo la agrupación un quinteto por primera vez. Meses después se retiraron los hermanos Trevitazzo, e ingresaron en su reemplazo Tito y Anthony.
En 2002 Giovanni, Luis, Luigui, Tito y Anthony, grabaron el tercer disco llamado «Mi chica fan». Durante este última etapa fueron nombrados como la agrupación del año en el 2000, 2001 y 2002 por diversas emisoras de radio peruanas. A mediados de 2002, se separaron.

### Regreso y nueva etapa
Después de la tecnocumbia, a finales de 2005 entraron al rubro urbano. El grupo integrado por Ricky Trevitazzo, Luis Sánchez y un nuevo integrante Fary Martinez. Donde grabarían covers en reguetón. Su primer sencillo fue «En este mundo» (versión original de Nigga), además de «Sin ti» y «Te quiero tanto».
En 2006, se les unió un nuevo integrante. El grupo grabaría un nuevo tema «Mi niña bonita». Se tenía planeado la grabación de un disco llamado Skándalo: El regreso, pero fue cancelado debido desavenencias y problemas económicos con el mánager del grupo: Roly Ortiz, abandonando el proyecto.
En 2007, Luis Sánchez fue el líder de la nueva propuesta de Roly Ortiz: la Orquesta Internacional Skándalo. Junto a Luis estuvieron tres nuevos jóvenes: David del Águila, Byron Gutiérrez, Gerald Pinedo y Kevin del Águila. En ese año, lanzó el tema musical «El baile de la colita». El grupo se separó en 2008.

## Discografía

### Discos de estudio
- 1999: Colegiala
- 1999: Llego La Revolución de la Cumbia Con...
- 2002: Mi chica fan
- 2006: Regresó, Skándalo
- 2014: Es technocumbia (Grandes éxitos)
- 2017: Terremoto en el mundo... Regresaron los #1